# Farah Khan
Farah Khan (ur. 9 stycznia 1965 w Bombaju) – indyjska reżyserka filmowa, znana także jako choreografka. Urodziła się w aktorskiej rodzinie. Jej ojciec był reżyserem w latach 50. i 60, a brat jest aktorem i choreografem. Jej choreografia stała się dopełnieniem wielu filmów bollywoodzkich.
Zdobyła uznanie jako choreograf wielu filmów bollywoodzkich – nagradzano ją za najlepszą choreografię w latach 1998, 1999, 2001, 2002 i 2005. Za jedno z największych jej osiągnięć uważa się choreografię do filmu Dil Se.
Jej mężem jest Sirish Kunder. 11 lutego 2008 roku urodziła trojaczki – dwie dziewczynki: Anyę i Divę oraz chłopca Czara.

## Filmografia
Źródło.

### Reżyseria
- Happy New Year (2014)
- Jestem przy tobie (2004)
- Om Shanti Om (2007)
- Tees Maar Khan (2010)

### Scenariusze
- Om Shanti Om (2007)
- Jestem przy tobie (2004)

### Aktorstwo
- Gdyby jutra nie było (2003) – gościnnie
- Om Shanti Om (2007) – gościnnie
- Coś się dzieje (1998) – gościnnie

### Choreografia
- Billo Barber (2009)
- Dostana (2008)
- My Name Is Anthony Gonsalves (2008)
- Baabul (2006)
- Zakochać się jeszcze raz (2006)
- Don (2006)
- Zindaggi Rocks (2006)
- Nigdy nie mów żegnaj (2006)
- Yun Hota To Kya Hota (2006)
- Krrish (2006)
- Heyy Babyy (2006)
- Marigold: An Adventure in India (2006)
- Mistrz blefu (2005)
- Maine Pyaar Kyun Kiya? (2005)
- Sekret (2005)
- Czas zguby (2005)
- Mujhse Shaadi Karogi (2004)
- Jestem przy tobie (2004)
- Gdyby jutra nie było (2003)
- Koi... Mil Gaya (
- Supari (2003)
- Chalte Chalte (2003)
- Armaan (2003)
- Shakti: The Power (2002)
- Maine Dil Tujhko Diya (2002)
- Kya Yehi Pyar Hai (2002)
- Nigdy cię nie zapomnę (2002)
- Yeh Dil Aashiqanaa (2002)
- Koi Mere Dil Se Poochhe (2002)
- Czasem słońce, czasem deszcz (2001)
- Monsunowe wesele (2001)
- Aśoka Wielki (2001)
- Dil Chahta Hai (2001)
- One 2 Ka 4 (2001)
- Fiza (2000)
- Har Dil Jo Pyaar Karega (2000)
- Namiętność (2000)
- Pukar (2000)
- Phir Bhi Dil Hai Hindustani (2000)
- Kaho Naa Pyaar Hai (2000)
- Mela (film) (2000)
- Baadshah (1999)
- Hote Hote Pyar Ho Gaya (1999)
- Sirf Tum (1999)
- Sarfarosh (1999)
- Silsila Hai Pyar Ka (1999)
- Jhoot Bole Kauwa Kate (1998)
- Coś się dzieje (1998)
- Dil Se (1998) (Released)
- Jab Pyaar Kisise Hota Hai (1998)
- Duplicate (1998)
- Kabhi Na Kabhi (1998)
- Keemat: They Are Back (1998)
- Dil To Pagal Hai (1997)
- Border (1997)
- Virasat (1997)
- Żona dla zuchwałych (1995)
- Deszcz (1995)
- 1942: A Love Story (1994)
- Kabhi Haan Kabhi Naa (1994)
- Waqt Hamara Hai (1993)